# Götz Warnke

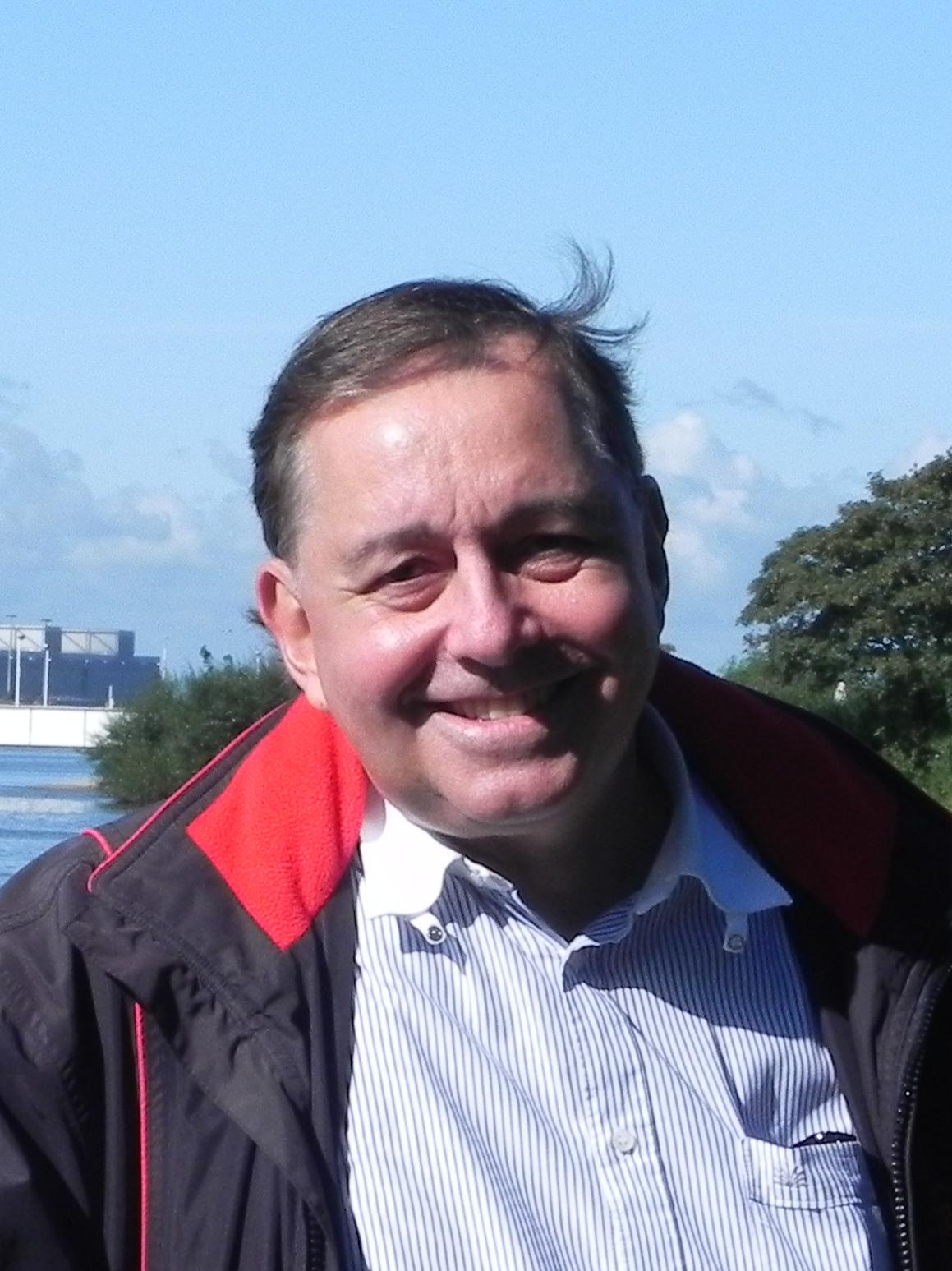
Götz Warnke (2015)

Götz Warnke (* 1957) ist ein deutscher promovierter Technikhistoriker, freier Journalist und Autor.

## Werdegang
Götz Warnke studierte Sozialgeschichte, Wirtschaftsgeschichte sowie Evangelische Theologie. Er beschäftigt sich seit vielen Jahren mit Fragestellungen zum Verhältnis Gesellschaft und Technik, insbesondere dem Umstieg der Energieversorgung auf 100 % Erneuerbare Energien. Warnke lebt in Hamburg.

## Funktionen
Seit 2019 ist Warnke Mitglied des Präsidiums der Deutschen Gesellschaft für Sonnenenergie e. V. (DGS).

„Wenn ich etwas ändern könnte, würde ich... eine CO2-Abgabe einführen, ein Kreislaufsystem für alle Verpackungen (von Kartons bis Weinflaschen) installieren, nachhaltige Baustoffe zur Pflicht machen und die gesetzliche Gewährleistung für alle Produkte auf acht Jahre heraufsetzen.“

## Werke
- Wege zur Energie-Autarkie : Warnke, Götz : Hamburg : Warnke: 2014 : ISBN 978-3-938391-02-0.[10]
- So sparen Sie Geld, Ressourcen, Energie : Warnke, Götz : Hamburg : Warnke : 2009 : ISBN 978-3-938391-01-3.[11]
- Deutsche Philosophie- und Geistesgeschichte : Warnke, Götz : Hamburg : Warnke : 2008 : ISBN 978-3-938391-00-6.[12]
- Die grüne Ideologie : Warnke, Götz : Frankfurt am Main : Lang : 1998 : ISBN 978-3-631-32300-7.[13][14]
- Die Theologen und die Technik : Warnke, Götz. : Hamburg : von Bockel : 1997 : ISBN 978-3-928770-86-6.[15]